# ママダリ・メフディエフ
ママダリ・メフディエフ（Mammadali Mehdiyev 1993年4月9日- ）は、アゼルバイジャンのバクー出身の柔道選手。階級は81kg級と90㎏級。身長188cm。

## 人物
2013年のユニバーシアード81㎏級で3位になると、ヨーロッパジュニアと世界ジュニアでも3位に入った。2014年には階級を90㎏級に上げると、2016年のリオデジャネイロオリンピックでは準々決勝で韓国の郭同韓に反則負けすると、敗者復活戦でモンゴルのオトゴンバータル・ウーガンバータルに有効で敗れて7位だった。2017年には地元のグランドスラム・バクーで2位となった。ヨーロッパ選手権の団体戦では3位決定戦でウクライナと対戦すると、73㎏級のヒダヤト・ヘイダロフなどが3連勝したために一旦はチームの3位が決まった(団体戦は5戦して先に3勝したチームが勝ちとなる)。しかし、副将のメフディエフがすでに自チームの勝利が決まっていたことから試合開始直後にウクライナの選手との対戦を放棄した。そのため、一度畳に上がった選手が試合を放棄した場合はチーム全体が失格になるというルールが適用されて、結果としてチームは失格処分となりメダルを獲得できなかった。イスラム諸国連帯競技大会では優勝するも、世界選手権では7位だった。2019年のグランドスラム・デュッセルドルフでは決勝で村尾三四郎を技ありで破って優勝した。2021年7月に日本武道館で開催された東京オリンピックでは3回戦で敗れた。
IJF世界ランキングは3724ポイント獲得で2位(23/2/20現在)。

## 主な戦績
81㎏級での戦績
- 2012年 - グランプリ・バクー　3位
- 2013年 - ユニバーシアード　3位
- 2013年 - ヨーロッパジュニア　3位
- 2013年 - 世界ジュニア　3位
- 2014年 - グランドスラム・バクー　3位

90㎏級での戦績
- 2014年 - グランプリ・チェジュ　2位
- 2015年 - オセアニアオープン・ウロンゴン　優勝
- 2016年 - ヨーロッパオープン・プラハ　優勝
- 2016年 - グランプリ・サムスン　3位
- 2016年 - ヨーロッパ選手権　団体戦　3位
- 2016年 - グランプリ・アルマトイ　3位
- 2016年 - リオデジャネイロオリンピック　7位
- 2017年 - グランドスラム・バクー　2位
- 2017年 - ヨーロッパ選手権　個人戦　5位　団体戦　5位
- 2017年 - イスラム諸国連帯競技大会　優勝
- 2017年 - 世界選手権　7位
- 2017年 - グランドスラム・アブダビ　3位
- 2018年 - グランプリ・アンタルヤ　3位
- 2018年 - グランプリ・ザグレブ　3位
- 2018年 - グランドスラム・アブダビ　3位
- 2018年 - グランプリ・タシュケント　優勝
- 2019年 - グランプリ・テルアビブ　3位
- 2019年 - グランドスラム・デュッセルドルフ　優勝
- 2019年 - グランドスラム・バクー　2位
- 2019年 - ヨーロッパ競技大会　3位
- 2019年 -　グランドスラム・大阪　5位
- 2020年 -　グランドスラム・ブダペスト　3位
- 2020年 - ヨーロッパ選手権　3位
- 2021年 -　グランドスラム・タシケント　3位
- 2021年 -　グランプリ・ザグレブ　優勝
- 2021年 -　グランドスラム・バクー 2位
- 2022年 -　グランドスラム・パリ　2位
- 2022年 -　グランドスラム・テルアビブ　優勝
- 2022年 -　ヨーロッパ選手権　3位
- 2022年 - ヨーロッパオープン・リッチョーネ　2位(100㎏級)
- 2023年 -　グランドスラム・テルアビブ　3位

(出典、JudoInside.com)